# 15856 Yanokoji
15856 Yanokoji eller 1996 EL är en asteroid i huvudbältet som upptäcktes den 10 mars 1996 av de båda japanska astronomerna Kazuro Watanabe och Kin Endate vid Kitami-observatoriet. Den är uppkallad efter amatörastronomen Koji Yano.
Asteroiden har en diameter på ungefär 6 kilometer.